# Maud de Montivilliers
Maud de Montivilliers est une fille illégitime d'Henri Ier d'Angleterre par une maîtresse inconnue,. Elle ne doit pas être confondue avec Isabelle, la fille illégitime du même Henri Ier et d'Isabelle de Beaumont,, sœur de Robert II de Beaumont, 2e comte de Leicester.
Mathilde l'Emperesse, sa demi-sœur accepte de travailler avec elle. Elle aurait apprécié sa compagnie et ses conseils[réf. nécessaire].
Elle est abbesse de Montivilliers,.